# Cyathodes glauca
Cyathodes glauca är en ljungväxtart som beskrevs av Jacques-Julien Houtou de La Billardière. Cyathodes glauca ingår i släktet Cyathodes, och familjen ljungväxter. Inga underarter finns listade i Catalogue of Life.

## Bildgalleri

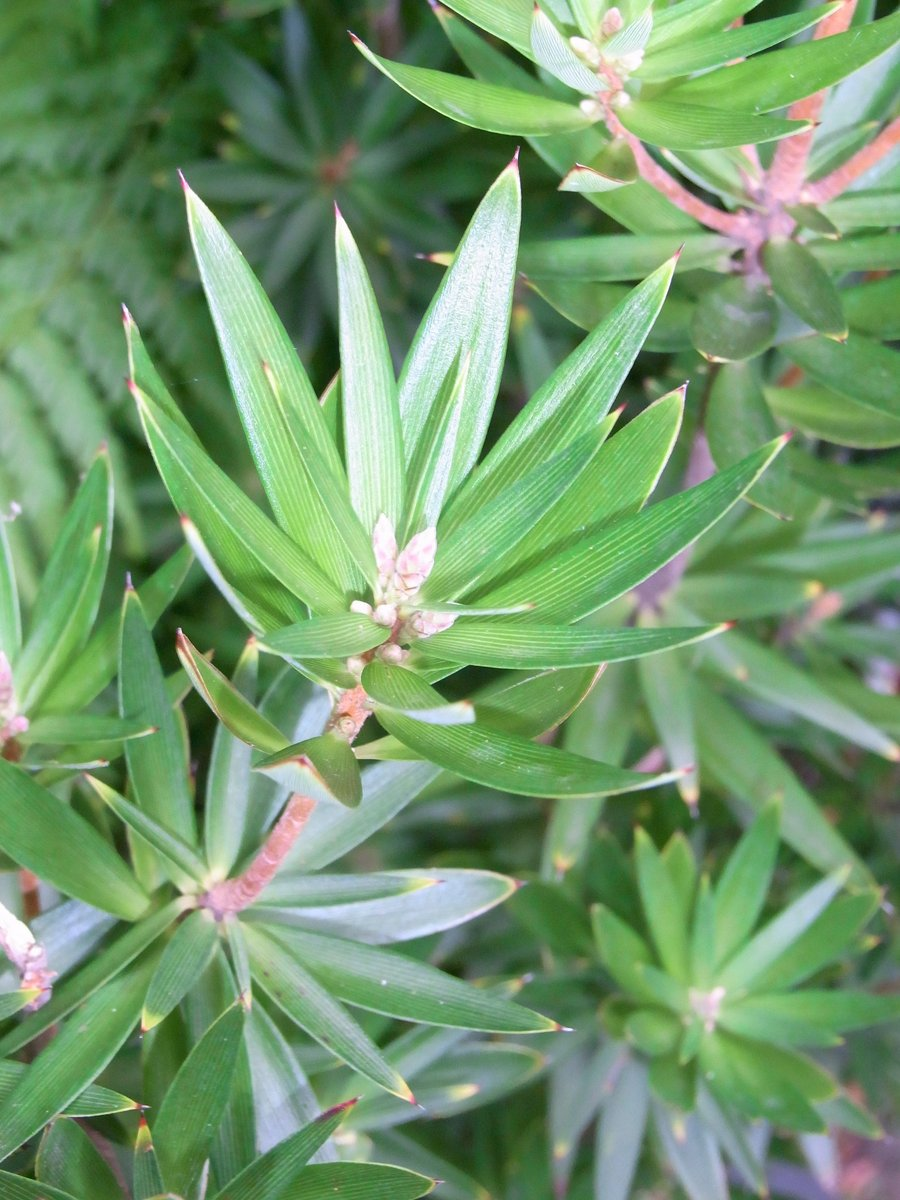